# Yoh Kamiyama
Yoh Kamiyama (神山 羊 Kamiyama Yō?, nacido el 9 de enero) es un músico, cantante y compositor japonés de la prefectura de Gifu afiliado a Ignite Management y Sony Music Associated Records. Comenzó su carrera en 2014 cuando comenzó a subir canciones creadas con el software Vocaloid en el sitio web japonés para compartir videos Niconico bajo el nombre de Yukisan (有機酸?). Ganó popularidad en el 2018 con su canción «Yellow», que se hizo popular en YouTube y TikTok. Hizo su gran debut con Sony en 2020; su música ha aparecido en series de anime como Kūtei Dragons y Horimiya.

## Carrera profesional
La carrera musical de Kamiyama comenzó en noviembre de 2014 cuando, bajo el nombre Yukisan (有機酸?), subió una canción de Vocaloid titulada «Taikō Train» (退紅トレイン?) en el sitio web japonés para compartir videos Nicovideo; el video de la canción tiene más de 500 000 visitas hasta noviembre de 2021. En 2017, lanzó la canción «Quiet Room», que fue su primera canción con su propia voz; la canción tiene más de 12 millones de visitas en YouTube a partir de noviembre de 2021. En el 2018, comenzó a usar el nombre artístico de Yoh Kamiyama y lanzó la canción «Yellow»; la canción ha sido vista en YouTube más de 100 millones de veces hasta enero de 2022.
En 2020, Kamiyama hizo su gran debut con Sony Music Associated Records. Su primer sencillo importante, «Gunjō» (群青?), fue lanzado el 4 de marzo de 2020; la canción principal se utilizó como tema de apertura de la serie de anime Kūtei Dragons. Su segundo sencillo principal «Iro Kōsui» (色香水?) fue lanzado el 10 de marzo de 2021; la canción se utilizó como tema de apertura de la serie de anime Horimiya. El sencillo también sirvió como el primer lanzamiento de Studio NUI, un nuevo sello subsidiario de Sony Music Associated Records.

## Discografía

### ComoYukisan(有機酸,Yukisan?)(uki3/ewe)
- error (2016)
- facsimile (2017). Junto con ballon.
- troy (2017)

### Como Yoh Kamiyama
- Shiawase na Otona (しあわせなおとな?) (e.w.e., 2019).[12]
- Yumemiru Kodomo (ゆめみるこども?) (e.w.e., 2019).[13]
- Gunjō (群青?) (Sony Music Entertainment Japan, 2020).[7]
- Iro Kōsui (色香水?) (Sony Music Entertainment Japan, 2021).[9]
- CLOSET (Sony Music Entertainment Japan, 2022)[14]